# Allryska folkfronten
Allryska folkfronten (ryska: Общероссийский народный фронт, ONF), sedan 2023 stiliserat som Folkfronten (ryska: Народный фронт, NF), är en rysk organisation, grundad i maj 2011 av premiärminister Vladimir Putin. Organisationens officiella målsättning är att "uppnå ett starkt Ryssland med marknadsekonomin, baserad på den fria affärsverksamheten, konkurrensen, det sociala partnerskapet, arbetsgivares ansvar, skyddet av arbetares rättigheter". Allryska folkfronten anses ha skapats för att endera stödja partiet Enade Ryssland, som drabbats av minskat  förtroende, eller för att i en förlängningen ersätta detsamma som Putins politiska stödorganisation.

## Medlemsorganisationer
| Namn (förkortning)  | Namn (förkortning) | Ideologi                                                               | Position                   | Ledare                                           | Statsduman                        | Federationsrådet                  | Status                                 |
| ------------------- | --- | ---------------------------------------------------------------------- | -------------------------- | ------------------------------------------------ | --------------------------------- | --------------------------------- | -------------------------------------- |
|                     | Enade Ryssland Единая Россия | - Konservatism (rysk) - Statism - Kulturnationalism (rysk)             | Big-tent                   | Dmitry Medvedev, Vladimir Putin, Sergej Sjojgu   | 325 / 450                         | 142 / 170                         | I regering                             |
|                     | Rättvisa Ryssland Справедливая Россия — За правду                                                                               | Socialdemokrati Rysk nationalism Socialkonservatism Eurasianism        | Center till Center-vänster | Sergey Mironov, Zachar Prilepin, Gennady Semigin | 28 / 450                          | 4 / 170                           | Stöd för regering                      |
|                     | Rodina Родина | Rysk nationalism Rysk konservatism Högerpopulism                       | Högerextremism             | Aleksey Zhuravlyov                               | 1 / 450                           | 0 / 170                           | Stöd för regering                      |
|                     | Nationella befrielserörelsen Национально-освободительное движение                                                               | Rysk nationalism Ultranationalism Eurasianism                          | Högerextremism             | Yevgeny Fyodorov                                 | 1 / 450                           | 0 / 170                           | Stöd för regering                      |
| Utländska medlemmar | |                                                                        |                            |                                                  |                                   |                                   |                                        |
|                     | Ukrainas progressiva socialistiska parti Прогрессивная социалистическая партия Украины Прогресивна соціалістична партія України | Rusism Russofili Nationalbolsjevism Vänsterpopulism Socialkonservatism | Vänsterextremism           | Natalja Vitrenko                                 | 0 / 450 (mandat i Verkhovna Rada) | 0 / 450 (mandat i Verkhovna Rada) | Förbjuden i Ukraina sedan 20 mars 2022 |
|                     | Vi är tillsammans med Ryssland Мы вместе с Россией                                                                              | Rusism Russofili Putinism                                              | Högerextremism             | Vladimir Rogov                                   |                                   |                                   |                                        |